# Through the Rain
Through the Rain – piosenka w stylu pop skomponowana przez Mariah Carey i Lionela Cole’a na dziewiąty studyjny album Carey, Charmbracelet.
Utwór wyprodukowali: Mariah Carey oraz duet Jimmy Jam i Terry Lewis. Był to pierwszy singel promujący album i został wydany 11 listopada 2002 r. Również pierwszy w karierze wokalistki wydany przez wytwórnię Island Records, z którą podpisała kontrakt w 2002 roku.

## Informacje
Ballada „Through the Rain” jest osobistą wypowiedzią wokalistki po załamaniu nerwowym, którego doświadczyła w 2001 r. a tytułowe „through the rain” to pokonanie przeciwności losu, z którymi musiała się zmierzyć i wyszła zwycięsko.
Po porażce filmu i albumu Glitter, Carey rozwiązała kontrakt z wytwórnią Virgin Records na początku 2002 roku. Wkrótce potem podpisała kontrakt z wytwórnią Island Records, dla której priorytetem było wydanie nowego albumu Carey. Prezes wytwórni Lyor Cohen doradził astystce, aby nowy album był „powrotem do korzeni”. Wkrótce wokalistka wraz ze swoim pianistą, Linonelem Cole skomponowała „Through the Rain” utwór o przeciwnościach losu, z którymi borykała się przez kilka ostatnich miesięcy.
Artystka pojawiła się wielu amerykańskich programach, opowiadając o złych doświadczeniach jakie jej towarzyszyły w ciągu ostatniego roku. Tym samym promowała najnowszy singel, licząc, że to pomoże odbudować jej karierę oraz poprawić nadszarpnięty wizerunek.
Singel został chłodno przyjęty w Stanach Zjednoczonych, gdzie zajął 81 pozycję notowania Billboard Hot 100. O wiele lepiej został przyjęty w Kanadzie oraz w Wielkiej Brytanii, gdzie dotarł do „Top 10".

## Teledysk
Reżyserem teledysku jest Dave Meyers. Zdjęcia do klipu kręcono w Nowym Jorku, a jego fabuła oparta jest na historii miłości rodziców Carey – Patricii i Alfreda Carey.
W klipie występuje młoda para, która za wszelką cenę stara się być razem. Nie zgadzają się na to rodzice dziewczyny, gdyż jej ukochany jest murzynem. Dziewczyna ucieka z domu, zrywając bransoletkę (tytułowa nazwa albumu charmbracelet – „bransoletka z breloczkiem”). Wszystkie sytuacje zdarzają się podczas padania deszczu. Wkrótce dziewczyna musi podjąć decyzję, czy rodzice czy ukochany, wybiera jego i wyjeżdzją. W przerwach pojawia się Carey śpiewająca na ulicy. Na końcu bohaterzy klipu ukazani są jako ludzie starsi, ale nadal pałający do siebie wielkim uczuciem. Słuchają wystąpienia wokalistki (z teledysku wynika, iż jest to ich córka), którą jest tutaj Mariah Carey mająca na ręku bransoletkę z breloczkiem, należącą wcześniej do jej matki.

## Lista i format singla
Stany Zjednoczone CD singel
1. „Through the Rain” (wersja albumowa)
2. „Through the Rain” (Hex Hector/Mac Quayle Radio Edit)
3. „Bringin’ On the Heartbreak” (Live) – 4:50

Kanada & Europa CD singel
1. „Through the Rain” (wersja albumowa)
2. „Through the Rain” (Remix featuring Kelly Price & Joe)

Australia & Europa CD maxi singel #1
1. „Through the Rain” (Radio Edit)
2. „Through the Rain” (Hex Hector/Mac Quale Radio Edit)
3. „Through the Rain” (Maurice Joshua Radio Edit)
4. „Through the Rain” (Full Intention Club Mix)

Australia & Europa & Japonia CD maxi singel #2
1. „Through the Rain” (wersja albumowa)
2. „Through the Rain” (Remix featuring Kelly Price and Joe)
3. „Through the Rain” (Full Intention Radio Edit)
4. „Through the Rain” (Boris & Michi’s Radio Mix)

Europa CD maxi singel #3
1. „Through the Rain” (Radio Edit)
2. „Through the Rain” (Remix feat Kelly Price and Joe)
3. „Through the Rain” (Maurice Joshua Remix)
4. „Through the Rain” (Teledysk)

Europa & Japonia CD maxi singel #4
1. „Through the Rain” (Album Version)
2. „Through the Rain” (Full Intention Radio Mix)
3. „Through the Rain” (Boris & Michi’s Radio Mix)
4. „Through the Rain” (Hex Hector Radio Mix)

## Listy przebojów
| Kraj              | Lista przebojów (2002-2003)             | Pozycja |
| ----------------- | --------------------------------------- | ------- |
| Australia         | ARIA Singles Chart                      | 15      |
| Austria           | Singles Top 75                          | 45      |
| Belgia            | Singles Top 50                          | 29      |
| Dania             | Singles Chart                           | 13      |
| Francja           | Singles Top 100                         | 22      |
| Holandia          | Single Top 100                          | 9       |
| Irlandia          | Singles Top 50                          | 16      |
| Izrael            | Singles Chart                           | 3       |
| Japonia           | Hot 100 Singles                         | 2       |
| Kanada            | Canadian Hot 100                        | 5       |
| Niemcy            | Singles Chart                           | 36      |
| Norwegia          | Singles Top 20                          | 15      |
| Nowa Zelandia     | RIANZ Singles Chart                     | 37      |
| Szwecja           | Singles Top 60                          | 7       |
| Szwajcaria        | Singles Top 100                         | 7       |
| Włochy            | Siingles Chart                          | 5       |
| Stany Zjednoczone | Billboard Hot 100                       | 81      |
| Stany Zjednoczone | Billboard Hot R&B/Hip-Hop Songs         | 69      |
| Stany Zjednoczone | Billboard Pop                           | 26      |
| Stany Zjednoczone | Billboard Hot Dance Club Play           | 1       |
| Stany Zjednoczone | Billboard Hot Adult Contemporary Tracks | 17      |
| Stany Zjednoczone | ARC Weekly Top 40                       | 7       |
| Wielka Brytania   | UK Singles Chart                        | 8       |
| Europa            | European Hot 100                        | 11      |
| Świat             | United World Chart                      | 15      |

## Sprzedaż i certyfikaty
| Kraj              | Sprzedaż | Certyfikat |
| ----------------- | -------- | ---------- |
| Australia         | 35,000+  | ZŁOTO      |
| Francja           | 50,000+  | –          |
| Japonia           | 25,000+  | –          |
| Kanada            | 5,000+   | ZŁOTO      |
| Niemcy            | 50,000+  | –          |
| Stany Zjednoczone | 150,000+ | –          |
| Wielka Brytania   | 45,000+  | –          |
| Świat             | 450,000+ | –          |